# بلبلكوه (مقاطعة كلاردشت)
بلبلكوه (بالفارسية: بلبل‌کوه) هي قرية تقع في قسم بيرون‌بشم الريفي (مقاطعة كلاردشت) في إيران.